# Houx
Houx település Franciaországban, Eure-et-Loir megyében. Lakosainak száma 750 fő (2022. január 1.). Houx Yermenonville községgel határos.

## Népesség
A település népességének változása:
| Lakosok száma | 240  | 303  | 428  | 791  | 807  | 780  | 758  | 748  | 749  | 750  |
|               | 1968 | 1982 | 1990 | 2006 | 2013 | 2015 | 2017 | 2019 | 2020 | 2022 |